# Communio

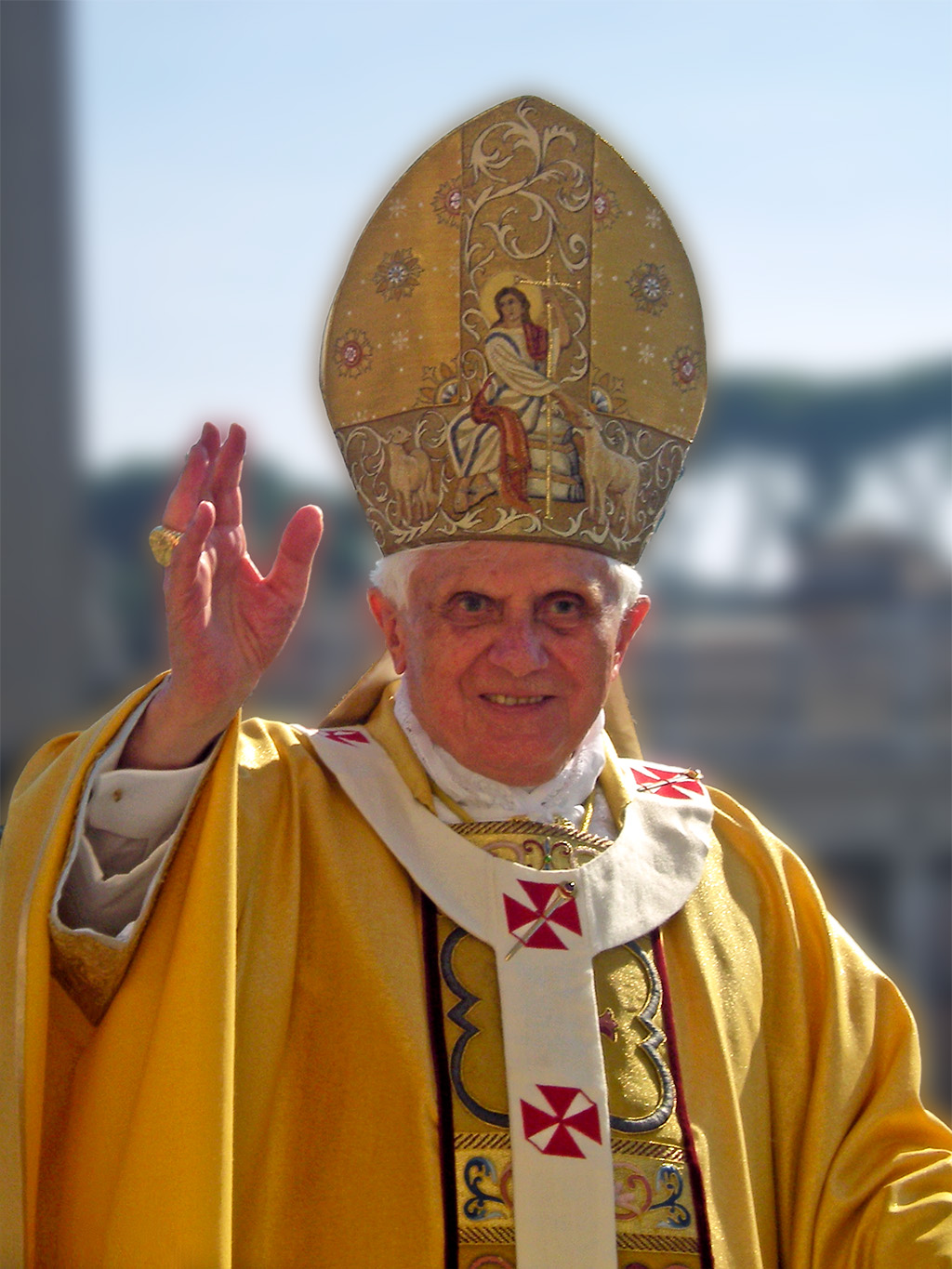
Papa Bento XVI a proceder à benção de canonização na Praça de São Pedro, Domingo, 12 de outubro de 2008

Communio é uma revista teológica internacional criada em 1974.
Sua criação foi proposta pelo teólogo Hans Urs von Balthasar, e a revista pretendia oferecer espaço editorial a teólogos que, à época, não compactuavam com a visão  da revista Concilium. Esta fora criada em 1965, no momento do encerramento do Concílio Vaticano II, por um grupo de teólogos que havia exercido notável influência sobre os trabalhos conciliares,  dentre os quais estava  Joseph Ratzinger, o futuro papa Bento XVI. No entanto, alguns anos depois, Ratzinger e outros já não compartilhavam mais da linha editorial da Concilium, que assumia o Concílio como um trabalho permanente, pretendendo seguir com as reformas, além da letra do Vaticano II. Assim, a pedido do teólogo Hans Urs von Balthasar, no início dos anos 1970, foram postas as bases para uma nova revista, a Communio, com o intuito de congregar os teólogos que se opunham ao alegado radicalismo da Concilium.